# Межзональные говоры Б южного наречия
Межзона́льные го́воры Б ю́жного наре́чия — южнорусские говоры, распространённые главным образом в разных частях Калужской, Тульской, Липецкой и Белгородской областей. Являются одной из двух групп межзональных говоров южнорусского наречия наряду с межзональными говорами типа А. Характеризуются сосуществованием в их языковых системах черт противоположных с территориальной точки зрения юго-западной и юго-восточной диалектных зон, а также сосуществованием черт основных групп говоров — Курско-Орловской и Рязанской. В составе межзональных говоров выделяются по наличию ярко выраженного языкового комплекса Тульская группа говоров и, расположенные в области распространения мелких ареалов разнодиалектных черт, не дающих основания для чёткого членения территории, елецкие и оскольские говоры.

## Особенности говоров
Ареал межзональных говоров типа Б представляет собой полосу, протянувшуюся с севера на юг в пределах ареала южного наречия, к западу от Рязанской группы и к востоку от Курско-Орловской группы. Межзональные говоры характеризуются большинством южнорусских диалектных особенностей, чертами юго-восточной, юго-западной (I пучка изоглосс) и южной диалектных зон, а также чертами Рязанской и Курско-Орловской групп говоров. Кроме того межзональные говоры выделяются небольшим числом местных диалектных черт. Из числа диалектных явлений Курско-Орловской группы на территории межзональных говоров полностью распространено лишь такое явление, как наличие словоформы свекро́в’йа, а из числа явлений Рязанской группы полностью распространено только явление ассимилятивного смягчения [к] после парных мягких согласных, /ч/ и /j/. Особенностью распространения языковых явлений в северном ареале межзональных говоров (в тульских говорах) является отсутствие некоторых черт южного наречия, юго-восточной диалектной зоны и Рязанской группы говоров, и полное отсутствие черт южной диалектной зоны, при этом отмечается распространение черт центральной локализации, в большинстве своём совпадающим с чертами литературного языка.
В число местных диалектных черт, выделяющих межзональные говоры типа Б по сравнению с соседними группами говоров, включают:
1. Яканье — вокализм первого предударного слога после мягких согласных — умеренного[13][14] и умеренно-диссимилятивного типа различных разновидностей[15][16][17][18].
2. Склонение слова мышь по типу существительных мужского рода (в литературном языке слово мышь относится к женскому роду).
3. Распространение глагольных форм 3-го лица без окончания т’[19], наиболее последовательно из которых в межзональных говорах встречаются соответствующие формы единственного числа от глаголов I спряжения: он нес’[о́] «он несёт», он дêла[йо] «он делает», а также безударные формы единственного числа II спряжения: он л’у́б[и] «он любит». В некоторых говорах глаголы 3-го лица без окончания т’ могут встречаться и в форме множественного числа II спряжения: они л’у́б’[а] «они любят», они сид’[а́] «они сидят». Данное явление, характерное для северо-западной диалектной зоны широко распространено в говорах Ладого-Тихвинской, Онежской, Гдовской и Псковской групп, а также за пределами северо-западной зоны в Поморской группе говоров.
4. Распространение личных форм от глаголов варить и валить с гласным о́ под ударением в основе: во́риш «варишь», во́лиш «валишь». Ареал данного явления частично захватывает также Рязанскую группу говоров.
5. Распространение следующих слов: рога́ч «ухват»[20]; заку́та, заку́т, заку́тка «постройка для мелкого скота»; загоро́дка «определённый вид изгороди»; держа́лен, держа́лка «ручка цепа»; цепи́нка, тепи́нка «бьющая часть цепа»; жерёбаная «жерёбая» (о лошади); ко́таная «суягная» (об овце); бруха́ть «бодать» (о корове); комари́ «муравьи» и т. д. Распространение слов рога́ч и бруха́ть связывает ареал межзональных говоров типа Б с рязанскими говорами, а распространение слов заку́та, заку́т, заку́тка, держа́лен, цепи́нка, тепи́нка — с курско-орловскими говорами.

Входящие в состав межзональных говоров типа Б говоры Тульской группы, елецкие и оскольские говоры характеризуются распространением собственных специфических диалектных черт, кроме того ряд общих диалектных черт имеют отдельно от тульских елецкие и оскольские говоры.